# Pelashyria grisescens
Pelashyria grisescens là một loài ruồi trong họ Tachinidae.